# Biologique Canada

Logo du label Biologique Canada

Biologique Canada est le logo fédéral garantissant au Canada qu'un produit est issu de l'agriculture biologique. Depuis le 30 juin 2009, le suivi du « règlement sur les produits biologiques » est requis pour pouvoir utiliser ce logo.